# Lijst van trainers van Orlando City SC
Deze lijst omvat de voetbalcoaches die de Amerikaanse club Orlando City hebben getraind vanaf 2015 tot op heden.
| Seizoen | Trainer(s)                               | Prijzen     | Bijzonderheden |
| ------- | ---------------------------------------- | ----------- | -------------- |
| 2025    | Óscar Pareja                             |             | 0              |
| 2024    | Óscar Pareja                             |             | 0              |
| 2023    | Óscar Pareja                             |             | 0              |
| 2022    | Óscar Pareja                             | US Open Cup | 0              |
| 2021    | Óscar Pareja                             |             | 0              |
| 2020    | Óscar Pareja                             |             | 0              |
| 2019    | James O'Connor                           |             | 0              |
| 2018    | James O'Connor                           |             | 0              |
| 2018    | Bobby Murphy (interim, tot 1 juli 2018)  |             | Tweede termijn |
| 2018    | Jason Kreis (tot 15 juni 2018)           |             | 0              |
| 2017    | Jason Kreis (tot 15 juni 2018)           |             | 0              |
| 2016    | Jason Kreis (tot 15 juni 2018)           |             | 0              |
| 2016    | Bobby Murphy (interim, tot 23 juli 2016) |             | 0              |
| 2016    | Adrian Heath (tot 6 juli 2016)           |             | 0              |
| 2015    | Adrian Heath (tot 6 juli 2016)           |             | 0              |